# Ivan Kušan
Ivan Kušan (Sarajevo, 30 de agosto de 1933 – Zagreb, 20 de noviembre de 2012) fue un escritor croata.

## Biografía
Kušan nació en Sarajevo, hijo de Jakša Kušan, un librero. La familia se trasladó a Zagreb en 1939. A los diez años, Ivan descubrió su talento y escribió su primera novela. Posteriormente, Kušan descubrió el gusto por los viajes por el mundo y las artes visuales. En la década de 1950 trabajó en Radio Zagreb. De 1980 a 1994 enseñó en la Academia de Artes Dramáticas de la Universidad de Zagreb.
Publicó su primera novela en 1956. Se especializó en literatura infantil. Algunos de sus libros como Lažeš, Melita y Koko u Parizu, se convirtieron en libros muy populares. En sus últimos años, se encaminó hacia la literatura erótica. También escribió la novela sobre el famoso forajido Jovo Stanisavljević Čaruga, que después fue llevada a la gran pantalla en 1991.
Se casó dos veces y tuvo un hijo. Después de algunos problemas de niocardia de los que nunca de recuperó, encontró la muerte en Zagreb el 20 de noviembre de 2012.

## Libros de Ivan Kušan
Kušan publicó cuatro historias cortas y quince novelas, aunque sus obras más conocidas fueron el literatura infantil. Escribió una colección de cuentos cortos, Strašni kauboj firmado por 30 historias. Sus libros infantiles fueron en orden cronológico: Uzbuna na Zelenom Vrhu, Koko i duhovi, Domaća zadaća, Zagonetni dječak, Lažeš, Melita, Koko u Parizu, Ljubav ili smrt y Koko u Kninu. Su libro más famoso Koko u Parizu fue llevado al teatro y al cine.